# Saint-Étienne-aux-Clos
Saint-Étienne-aux-Clos – miejscowość i gmina we Francji, w regionie Nowa Akwitania, w departamencie Corrèze.
Według danych na rok 1990 gminę zamieszkiwało 198 osób, a gęstość zaludnienia wynosiła 6 osób/km² (wśród 747 gmin Limousin Saint-Étienne-aux-Clos plasuje się na 433. miejscu pod względem liczby ludności, natomiast pod względem powierzchni na miejscu 141.).